# Stethantyx covida
Stethantyx covida (лат.) — вид паразитических наездников рода Stethantyx из семейства Ichneumonidae (Tersilochinae). Гватемала и Мексика.
Видовое название происходит от названия болезни COVID-19, вызванного коронавирусом.

## Распространение
Встречается в Центральной Америке: северная, центральная и южная Мексика (Tamaulipas, Hidalgo, Tlaxcala, Mexico, Guerrero, Oaxaca), Гватемала.

## Описание
Мелкие наездники (длина 3,5 мм) чёрногоцвета с буровато-жёлтыми жвалами ногами. От близких видов отличается следующими признаками: первая и вторая абсциссы радиальной жилки переднего крыла находятся под прямым углом (Rs + 2r и Rs); голова и грудь гладкие; острые и сильно наклонные ямчатые бороздки мезоплевры; проподеум с узким базальным полем, очень длинный и тонкий яйцеклад. В жгутике усиках 15-18 члеников. Голова, мезосома и первый тергит брюшка от коричневато-чёрного до чёрного; наличник коричневато-жёлтый в нижней части и тёмно-коричневый в верхней части, но иногда наличник более или менее полностью буровато-жёлтый. Щупики и жвалы буровато-желтые (зубцы красные). Тегула от коричневато-жёлтого до коричневого. Усики от тёмно-коричневых до чёрных, скапус и педицель иногда жёлто-коричневые снизу. Птеростигма коричневая. Ноги буровато-жёлтые; тазики и вертлуги иногда сильно затемнены с коричневым (почти до черного), голени и лапки иногда слабо или сильно затенены. Брюшко целиком или преимущественно тёмно-коричневое, иногда сзади и снизу коричневое. Биология неизвестна. Предположительно, как и другие близкие виды, паразитоиды жуков (среди хозяев рода Stethantyx известны представители жуков из семейств жуков Curculionidae и Nitidulidae).

## Классификация и этимология
Вид был впервые описан в 2020 году российским гименоптерологом Андреем Халаимом (Зоологический институт РАН, Санкт-Петербург, Россия), Санкт-Петербург, Россия) и мексиканским энтомологом Enrique Ruíz-Cancino (Universidad Autónoma de Tamaulipas, Victoria, Мексика) по типовым материалам из Мексики и включён в видовую группу radiata. Он очень похож на St. oaxacana, но отличается от этого вида формой яйцеклада, несколько более длинными щеками и вторым тергитом.
Видовое название S. covida происходит от имени коронавируса Covid-19, потому что таксон был описан во время вспышки этого вируса и массовой эпидемии в Мексике.